# Goniastrea minuta
Espèce
Statut CITES
Goniastrea minuta est une espèce de coraux appartenant à la famille des Merulinidae ou à la famille Faviidae.